# Grozești (okręg Mehedinți)
Grozești – wieś w Rumunii, w okręgu Mehedinți, w gminie Grozești. W 2011 roku liczyła 453 mieszkańców.